# Lubuk Baru (Padang Hulu)
Lubuk Baru is een bestuurslaag in het regentschap Tebing Tinggi van de provincie Noord-Sumatra, Indonesië. Lubuk Baru telt 1948 inwoners (volkstelling 2010).